# Droga Orlicka

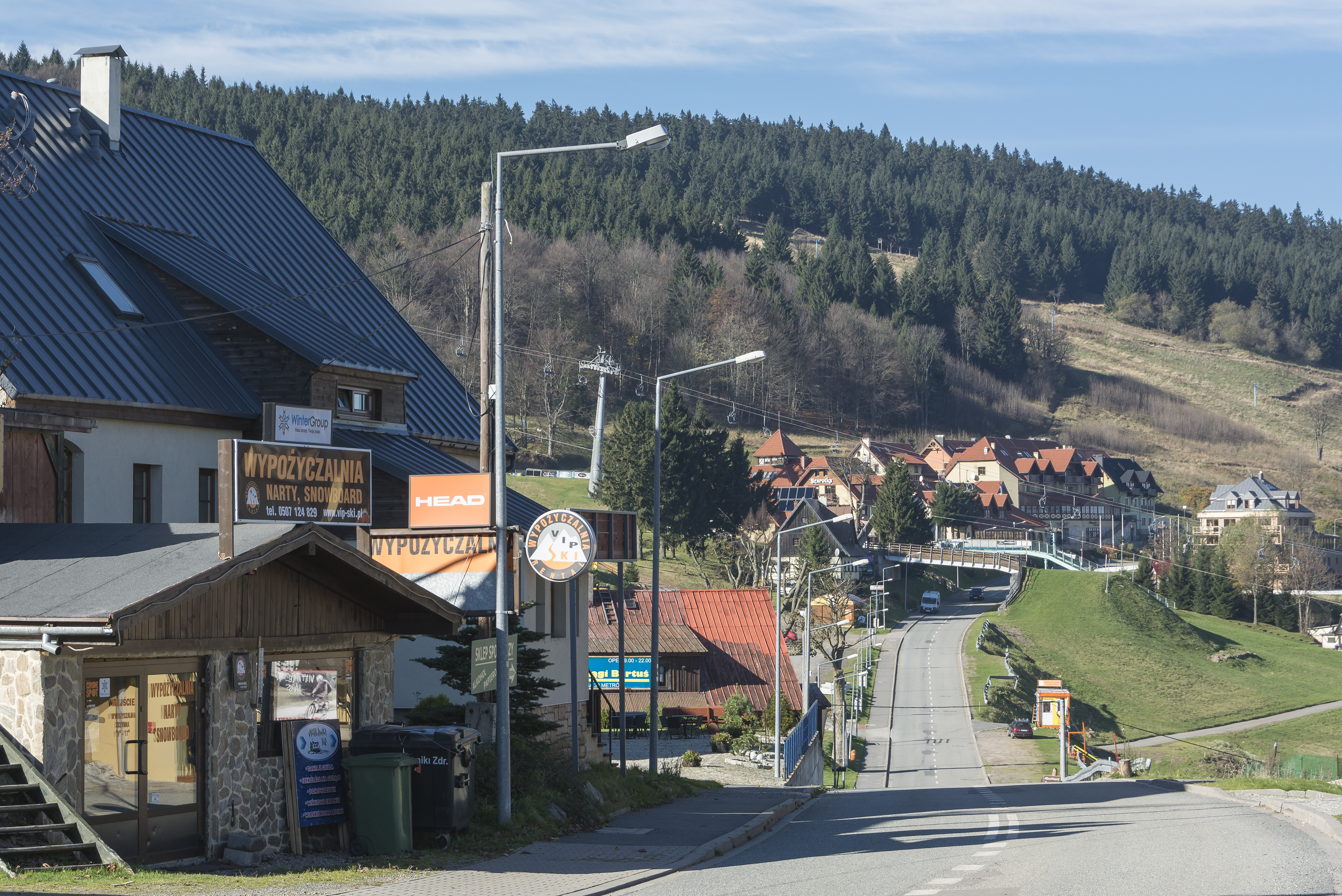
Droga Orlicka w Zieleńcu

 Droga Orlicka – droga w południowo-zachodniej Polsce w woj. dolnośląskim, powiat kłodzki.
Odcinek drogi wojewódzkiej nr 389 w Górach Orlickich od przełęczy Polskie Wrota do skrzyżowania z Drogą Dusznicką na rozdrożu pod Hutniczą Kopą. Droga Orlicka stanowi część Autostrady Sudeckiej. Długość drogi to 12 km i jest ona jedną z najwyżej położonych szos w Polsce.

Drogę wybudowano w latach 1931-1932 w ramach robót publicznych.

## Turystyka
Fragmentem Drogi Orlickiej prowadzą szlaki turystyczne:
- - z Koziej Hali do Zieleńca,
- - z Lewina Kłodzkiego do Zieleńca.